# (4828) Misenus
(4828) Misenus (1988 RV) – planetoida z grupy trojańczyków okrążająca Słońce w ciągu 11,82 lat w średniej odległości 5,19 j.a. Odkryta 11 września 1988 roku.